# Heidelbergi Egyetem
A Heidelbergi Ruprecht–Karl Egyetem (németül Ruprecht-Karls-Universität) a legrégebbi németországi egyetem. 1385. október 23-án kapta meg a város VI. Orbán pápától az alapító okiratot. Az 1386-os első évtől kezdve négy fakultáson folyt az oktatás (teológia, jog, orvostudomány, filozófia), és csak 1890-ben indult el ötödikként az önálló természettudományi fakultás. 1969-ben 16 szakirányú fakultásra oszlott.

## Története

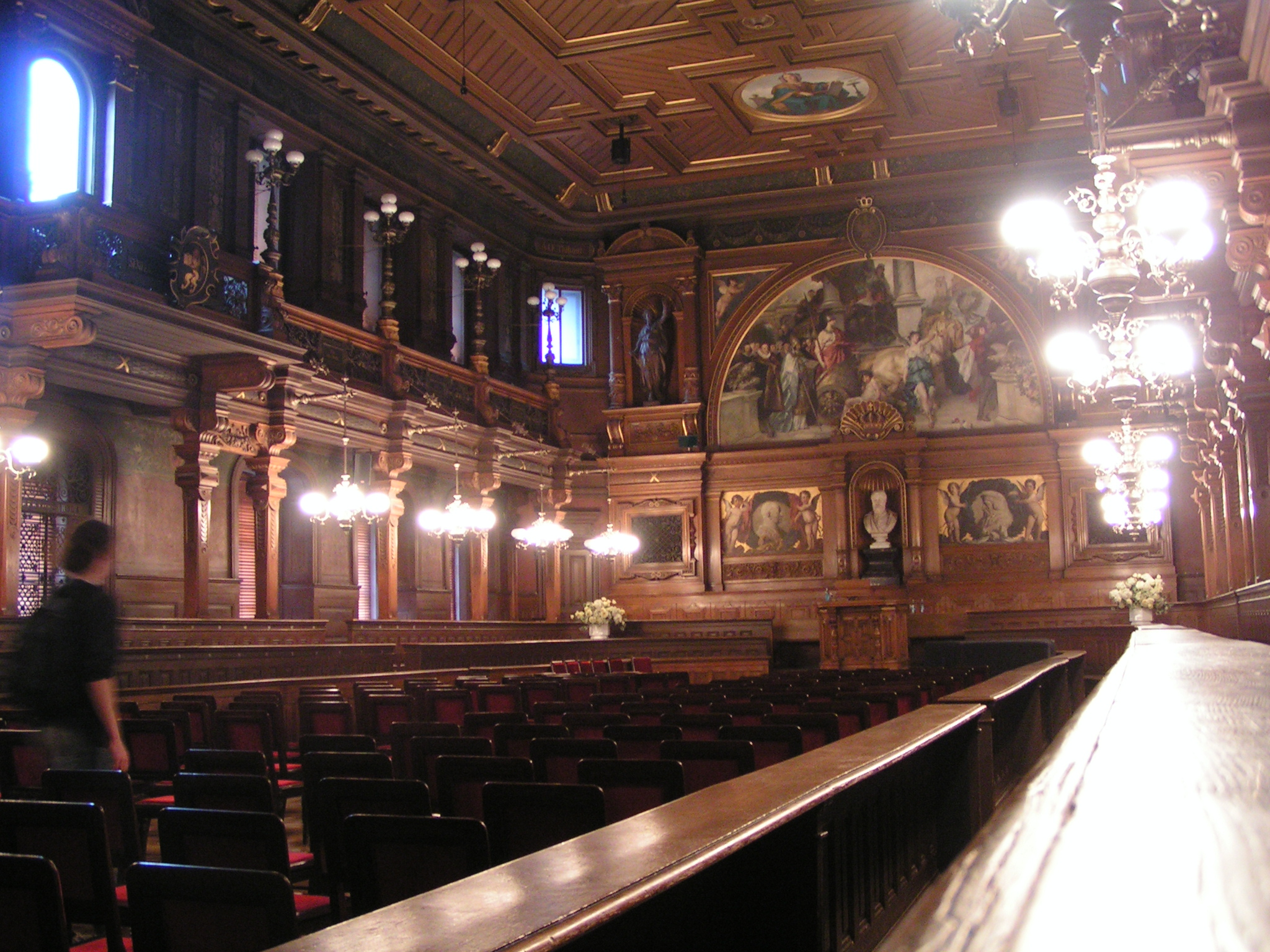
Az egyetem régi épületének aulája

Az egyetem másodikként alakult a Német-római Birodalomban a prágai után.
I. Rupert pfalzi választófejedelem alapította 1386-ban pápai jóváhagyással, hogy területét szellemi központtá tegye, idegeneket vonzzon, valamint az egyházi és állami tisztviselőket helyben képeztesse ki .
Első professzorai Párizsból és Prágából jöttek, elmenekülve hazájuk királyviszályai és nemzetiségi háborúi elől az akkoriban biztonságos Heidelbergbe. Alapító rektora Marsilius von Inghen volt. A Peterskirche a 14. században vált egyetemi templommá. 1388-ban alapítottak a kórházat.
A választófejedelmek gondoskodtak az egyetemről, de gyakran bele is szóltak annak autonómiájába, ha ez szükségesnek tűnt számukra. Gyakran új áramlatokat is hoztak, mint amilyen a humanizmus.

### Reformáció
A reformáció alatt sokáig nem bolygatták az egyetemet Luther Márton 1518-as heidelbergi fellépése miatt. Csak Ottó Henrik pfalzi választófejedelem változtatta 1556-ban evangélikus területi egyetemmé. A 16. század második felében III. Frigyes pfalzi választófejedelem választófejedelem tette az európai tudomány és kultúra egyik központjává, és megőrizte különleges kálvinista főiskola jellegét. Heidelberg vált a német Genffé, a kálvinista tudomány egyik központjává is, amelynek nemzetközi kisugárzása egész Európából vonzotta a professzorokat és diákokat. A teológiai kar közreműködésével jött létre 1563-ban a híres heidelbergi káté. A kálvinizmus mellett a 16. század végén megjelent a késő humanizmus. Ebben az időszakban működött itt például Paul Schede, Jan Gruter, Martin Opitz, Julius Wilhelm Zincgref és Matthäus Merian.
Noha egy-egy magyar diák beiratkozására már 1460-ból, 1502-ből és 1505-ből van adat, a magyar diákok heidelbergi peregrinációja a 16. század második felétől kezdve a 17. század első két évtizedében volt jellemző. A városba irányuló magyar peregrináció fénykora a harmincéves háborúig tartott, amikor 1622-ben a Katolikus Liga Tilly által vezetett katonái feldúlták a várost; ezt követően a református diákok leginkább Hollandia és Anglia felé tájékozódtak. A heidelbergi peregrinusok hazatérve máig jelentőst hatást gyakoroltak a vallási, kulturális és politikai életre.

### Harmincéves háború
Ez a virágzó időszak 1618-ig tartott. A harmincéves háború komoly csapást jelentett az egyetemre. Az oktatás több alkalommal szünetelt, a világhírű Bibliotheca Palatinát 1622-ben Rómába szállították. A háború utáni nehéz újrakezdést hátráltatta, hogy 1693-ban XIV. Lajos francia király csapatai teljesen lerombolták Heidelberget. Az egyetem ismét több évig nem nyitotta ki kapuit.

### 18. század
A 18. században, mint oly sok más egyetemen, Heidelbergben is a szellemi középszer uralkodott. Az egyetem addig vitathatatlan evangélikus jellege egy megkésett ellenreformáció során eltűnt.

### 19. század

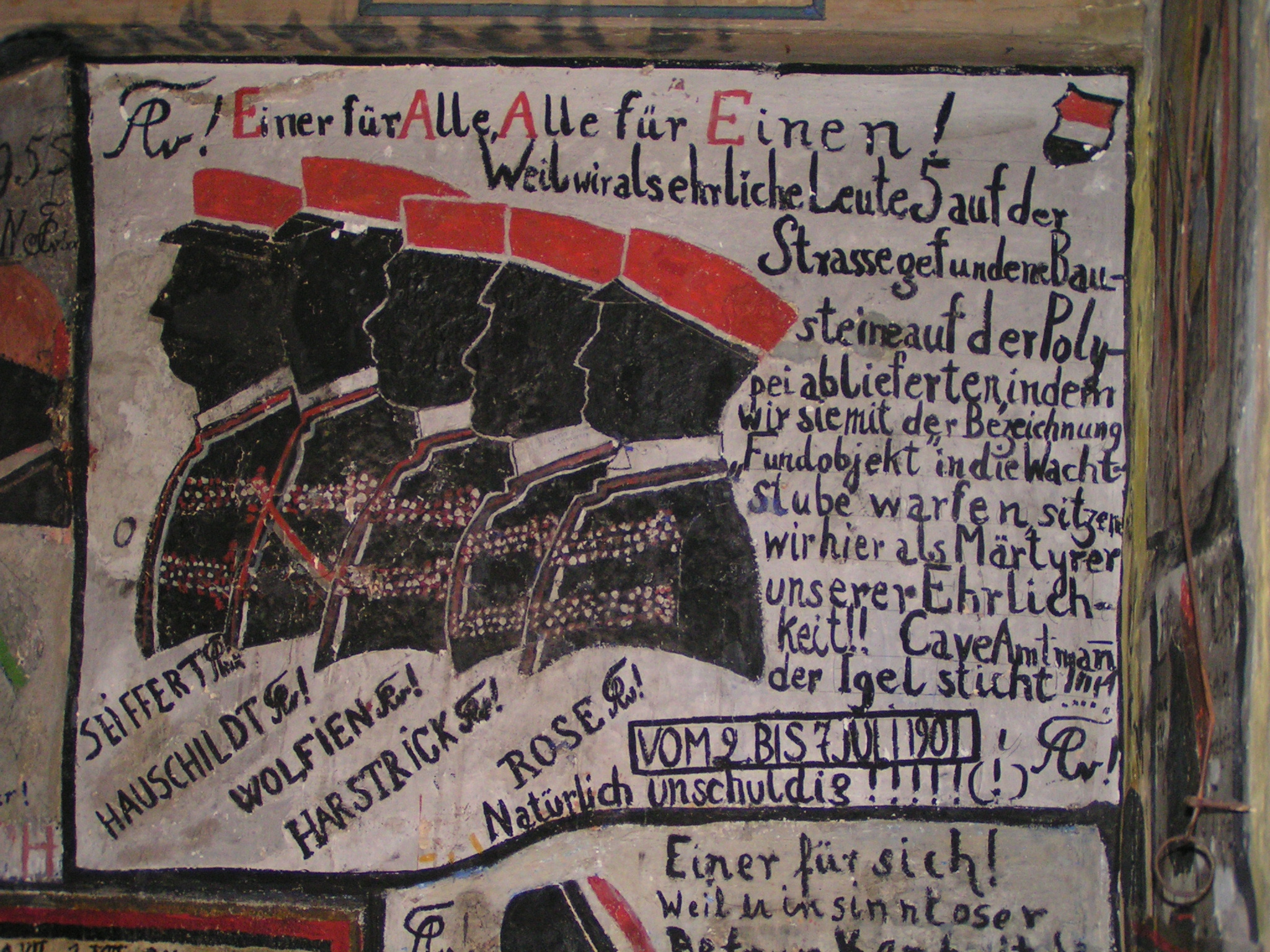
Studentenkarzer (hallgatói fogda)

Heidelberg 1802-ben Baden tartományhoz történő kerülése újrakezdéssel is együtt járt. Az egyetemet újjászervezték, az állam anyagilag támogatta az oktatást. Az egyetem az első badeni nagyherceg, Karl Friedrich nevét hozzáfűzte az alapító nevéhez, és azóta hívják Ruprecht-Karl-Egyetemnek.
Az egyetem szellemiségét a humanizmus határozta meg, de a professzorok és a diákok között a romantikusok követőire is rá lehet találni. Két évet tanított Heidelbergben Georg Wilhelm Friedrich Hegel, Schlosser saját iskolát alapított a politikai történelemtudományok tanulmányozására, az orvos Maximilian Joseph von Chelius egész Európából vonzotta a betegeket. A Heidelbergi professzorok a liberalizmus követői közé tartoztak, többen közülük tagjai voltak a frankfurti nemzetgyűlésnek. A forradalom után Ludwig Häusser volt a dél-német liberális nemzeti gondolkozás szószólója. Míg Robert Wilhelm Bunsen, Gustav Robert Kirchhoff és Hermann Ludwig von Helmholtz tevékenységének köszönhetően a természettudományok aranykorukat élték, a 19. században mint kiváló jogi egyetem is ismert volt.
1886-ban ünnepelték az egyetem 500 éves fennállásának évfordulóját.

### 20. század
Az egyetem a világra nyitott és liberális volt. Ezt nemcsak a számtalan külföldi diákban mutatkozott meg, hanem a századfordulótól jellegzetes heidelbergi szellemben és a tudományok közötti párbeszédben, amit Max Weber és barátai segítettek, akik közé mindenekelőtt a teológus Ernst Troeltsch és fiatal tanítványokból álló körük tartozott.

### Weimari Köztársaság

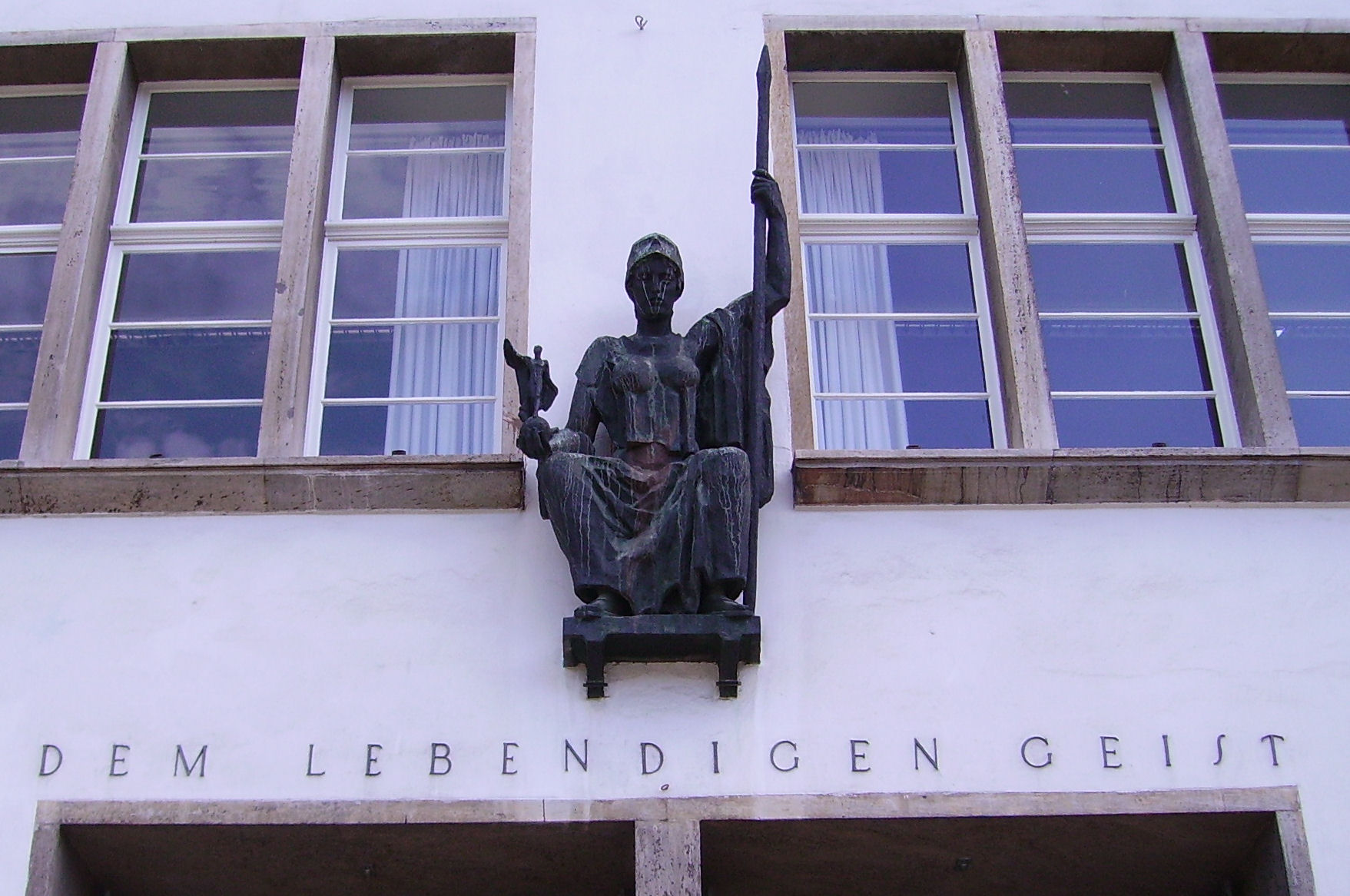
Az élő szellemért

A Weimari Köztársaság ideje alatt Heidelberg a demokratikus szellem fellegvárának számított, mely szellemet Karl Jaspers, Gustav Radbruch, Martin Dibelius, Alfred Weber terjesztett. Az amerikai adományokból felépített Neue Universität (Új Egyetem) a Friedrich Gundolf által megfogalmazott mottót kapta: "Az élő szellemért" (Dem lebendigen Geist). Azonban árnyékok is maradtak: az egyetemi diákság radikalizálódott, a pacifista Emil Gumbelnek el kellett hagynia az egyetemet. A tudományos életet tekintve a filozófia és a jogtudományok öregbítették az egyetem hírnevét. Új utat jelentett Ludolf von Krehl egységes orvostudományi koncepciója. Számos éven át dolgozott itt a fizikus Philipp Lenard (Lénárd Fülöp), aki a Nemzetiszocialista Párt támogatója volt.

### Harmadik Birodalom
A Harmadik Birodalom nagyszámú oktatót bocsátott el és számos diákot zárt ki politikai vagy rasszista okokból. Sokaknak emigrálniuk kellett, két professzor közvetlenül a terrornak esett áldozatul. Az egyetemi téren tartott könyvégetéseken főleg egyetemi tagok vettek részt. A rendszerhez hű emberek tevékenységének eredményeképpen Heidelberget „barna” egyetemnek nevezték. Az Új Egyetem homlokzatán található szobor mottóját megváltoztatták „Az élő szellemért” helyett „A német szellemért” feliratra. Még a professzorok közül is sokan támogatták az új mottót.

### A 20. század második fele
A második világháború után a lebombázott egyetemet újjá kellett építeni. Karl Jaspers vezetése alatt rövid idő alatt felépült az új épületegyüttes.
Az egyetem az 1990-es években jó hírnévre tett szert az orvostudomány, a fizika, a matematika és az informatika terén. Több egyetem is partnere lett: a chilei, egyiptomi, massachusettsi.

## Híres személyiségek
Az egyetem híressé vált hallgatóit és professzorait soroljuk fel szakterületenként, azon belül névsorban.

### Teológia
- Klaus Berger – evangélikus teológus (prof.)
- Rudolf Bohren – evangélikus teológus (prof.)
- Johann Amos Comenius – teológus, tanár – (itt tanult 1613–1614)
- Nicolaus Cusanus – katolikus teológus (hallg.)
- Martin Dibelius – evangélikus teológus (prof.)
- Johann Eck – katolikus teológus (hallg.)
- Philipp Melanchthon – reformátor (hallg. 1509–1512)
- Gerhard von Rad – evangélikus teológus (prof.)
- Richard Rothe – evangélikus teológus (professzor)
- Ernst Troeltsch – evangélikus teológus (prof.)

### Jogtudomány
- Johann Caspar Bluntschli – jogász (prof.)
- Otto von Gierke – jogász
- Georg Jellinek – jogász (prof. 1891–1911)
- Carl Joseph Anton Mittermaier (prof. 1821–1867)
- Gustav Radbruch – a büntetőjog és jogfilozófia professzora
- Georg von Siemens – a Deutsche Bank alapítója (hallg.)
- Anton Friedrich Justus Thibaut – jogász (prof. 1806–1840)
- Hanns-Martin Schleyer – jogász (hallg. 1933–1938)
- Paul Kirchhof – jogász (prof. 1981 óta)
- Csehi Zoltán

### Gazdaságtudomány
- Karl Knies – közgazdász (prof. 1865–1896)
- Max Weber – közgazdász (prof. 1897–1903)

### Orvostudomány
- Vincenz Czerny – sebész és rákkutató (1877–1916)
- Maximilian Josef von Chelius – sebész
- Karl Jaspers – pszichiáter (1909–1913)
- Johann Heinrich Jung-Stilling – (prof. 1784–1786)
- Ludolf von Krehl – belgyógyász
- Arthur Kronfeld – pszichiáter pszichoterapeuta (1910–1913)
- Otto Fritz Meyerhof – Fiziológiai és orvostudományi Nobel-díj 1922, a Kaiser-Wilhelm-, mai nevén Max-Planck Kutatóintézet igazgatója (1930–1938)
- Karin Rieden – prof. Dr. med. habil., radiológus és politikus
- Bert Sakmann – (prof.) Fiziológiai és orvostudományi Nobel-díj 1991
- Hans Schaefer – (prof. 1950–1974)
- Otto Heinrich Warburg – Nobel-díj 1931
- Viktor Freiherr von Weizsäcker – neurológus és pszichoszomatológus (1917-1941, 1945-1952)

### Filozófia/Művészet
- Ernst Blass – expr. költő – (joghallg.1912/13–15; Prom.)
- Friedrich Burschell – író – (bölcsész hallg. 1911–1913)
- Conrad Celtes – humanista – (hallg. 1484–1485)
- Friedrich Creuzer – filológus (prof. 1804–1858)
- Joseph von Eichendorff (hallg. 1807)
- Jakob Friedrich Fries – filozófus (prof. 1806–1816)
- Hans-Georg Gadamer – filozófus (prof. 1949–1968)
- Georg Gottfried Gervinus – irodalomtörténész (prof. 1844–1853)
- Karl Ludwig Hampe – történész (prof. 1903–1936)
- Georg Wilhelm Friedrich Hegel – filozófus (prof. 1816–1818)
- Karl Jaspers – filozófus (1913 – 1948)
- Gottfried Keller – író (hallg. 1848–1850)
- Karl Löwith – filozófus (prof. 1952–1973)
- Friedrich Panzer – germanista (prof. 1919–1956)
- Jacob Picard – költő, író – (joghallg. az első világháború előtt)
- Heinrich Rickert – filozófus (prof. 1916–1936)
- Friedrich Christoph Schlosser – történész (prof. 1817–1861)
- Friedrich Alfred Schmid-Noerr – filozófus (prof. 1910–1918)
- Heinrich von Treitschke – történész (prof. 1867–1874)
- Johann Heinrich Voß – műfordító (prof. 1805–1826)
- Alfred Weber (1868–1958) – történelemfilozófus, művelődés- és államszociológus
- Wilhelm Windelband – filozófus (prof. 1903–1915)
- Wilhelm Wundt – pszichológus (prof. 1864–1874)

### Természettudomány és matematika
- Alekszandr Porfirjevics Borogyin – kémikus és zeneszerző (hallg. 1859–62)
- Walther Bothe – fizikus (prof.) fizikai Nobel-díj 1954
- Robert Wilhelm Bunsen – kémikus (prof. 1852–1889)
- Karl Drais – feltaláló (hallg. 1803–1805)
- Eötvös Loránd – fizikus (hallg. 1867–1870)
- Leopold Gmelin – kémikus (prof. 1813–1853)
- Hermann Ludwig von Helmholtz – fizikus (prof. 1858–1870)
- Heller Ágost – fizikus, tudománytörténész (hallg. 1843–1902)
- J. Hans D. Jensen – fizikus (prof.) fizikai Nobel-díj 1963
- Gustav Robert Kirchhoff – fizikus (prof. 1854–1875)
- Albrecht Kossel – kémikus (prof. 1901–1927) orvosi Nobel-díj 1910
- Richard Kuhn – kémikus (prof.) kémiai Nobel-díj 1938
- Robert Lauterborn – hidrobiológus, zoológus és botanikus (hallg., hab. prof.)
- Lénárd Fülöp – magyar származású fizikus (prof. 1907–1938) fizikai Nobel-díj 1905
- Michael Mästlin – csillagász – (prof. 1580–1584)
- Hermann von Meyer- Wirbeltier – paleontológus
- Hermann Quincke – fizikus (prof. 1875–1907)
- Georg Wittig – kémikus (prof.) kémiai Nobel-díj 1979

### Politikus
- Joseph Goebbels – népművelés- és propagandaügyi birodalmi miniszter (hallg.; filozófus doktor 1921)
- Helmut Kohl – szövetségi kancellár (hallg. 1951–1956, Dr. phil. 1958)
- Hans-Christian Ströbele – MdB (hallg. 1960–?)
- Reinhard Bütikofer – A Bündnis90/Zöldek politikai tömörülés szövetségi igazgatója
- Rezzo Schlauch – MdB und Parlamentarischer Staatssekretär BMWA
- Bernhard Vogel – Rajna-vidék–Pfalz, később Türingia miniszterelnöke (hallg., majd (1960–1967) oktató) Wissenschaftlicher Assistent und Lehrbeauftragter am Institut für Politische Wissenschaft